# Sielsowiet Duboja
Sielsowiet Duboja (biał. Дубайскі сельсавет; ros. Дубойский сельсовет) – sielsowiet na Białorusi, w obwodzie brzeskim, w rejonie pińskim, z siedzibą w Duboi.
Według spisu z 2009 sielsowiet Duboja zamieszkiwało 1078 osób, w tym 1001 Białorusinów (92,86%), 34 Ukraińców (3,15%), 33 Rosjan (3,06%), 3 Romów (0,28%), 1 Polak (0,09%), 1 Uzbek (0,09%), 1 Kazach (0,09%) i 4 osoby, które nie podały żadnej narodowości.

## Miejscowości
- wsie:
  - Berkozy
  - Duboja
  - Kończyce
  - Perechreście
  - Sasnowiczy (hist. Bezchlebicze)
  - Stachowicze